# 木里厚棱芹
木里厚棱芹（学名：Pachypleurum muliense）是伞形科厚棱芹属的植物，为中国的特有植物。分布在中国大陆的四川等地，生长于海拔2,600米的地区，一般生长在沟边灌丛中，目前尚未由人工引种栽培。